# ロストヴェツ (ルーシ)
ロストヴェツ（ロシア語: Ростовец）はローシ川上流に位置した、キエフ・ルーシ期の都市である。
ロストヴェツはキエフ公国領に含まれ、ルーシ領と遊牧民の勢力圏との国境地帯に構築された沿ローシ川防衛線中の要塞都市であった。また、この境界地帯には、ルーシ諸公と同盟関係にあったテュルク系のベレンデイ族やトルク族が住んでいた。1176年、キエフ公国とポロヴェツ族との戦闘（ロストヴェツの戦い）が行われ、ポロヴェツ族が勝利した。
ロストヴェツは現存せず、ウクライナ・ヴィーンヌィツャ州の村マラヤ・ロストウカ(ru)付近、もしくはジトーミル州の村ロスタヴィツャ(ru)付近がその所在地であったと推測されている。